# DJ Yella
Antoine Carraby, művésznevén DJ Yella (Compton, 1961. december 11. –) amerikai lemezlovas, rapper, zenei producer és filmrendező Los Angelesből.
A World Class Wreckin' Cru nevű együttesben kezdte pályafutását Dr. Dre társaságában, majd csatlakozott az akkor még csupán kísérletező N.W.A formációhoz (melynek tagja volt Dr. Dre, valamint Ice Cube, Eazy-E, MC Ren és Arabian Prince), amely később világszerte sikeressé vált. Yella lett a talán legkevésbé ismert, ugyanakkor a leghosszabb ideig a csapatban lévő tagja az együttesnek. Egyetlen szólóalbuma jelent meg 1996-ban One Mo Nigga ta Go címmel, melyet az addigra elhunyt Eazy-E emlékének ajánlott. Az album megjelenését követően otthagyta a zeneipart, és pornófilmeket rendezett egészen 2011-ig, amikor is elkezdett egy új albumon dolgozni (West Coastin), amely azonban a mai napig nem jelent meg.
2016-ban beiktatták a Rock and Roll Hall of Fame-be, mint az N.W.A tagját.

## Diszkográfia

### Szóló stúdióalbum
- One Mo Nigga ta Go (1996)

### Közös albumok
World Class Wreckin' Cru
- World Class (1985)
- Rapped in Romance (1986)

N.W.A.
- N.W.A. and the Posse (1987)
- Straight Outta Compton (1988)
- 100 Miles and Runnin' (1990)
- Niggaz4Life (1991)